# Time 100: Danh sách nhân vật ảnh hưởng nhất trên thế giới năm 2016
Danh sách nhân vật ảnh hưởng nhất trên thế giới năm 2016 là một bản danh sách bình chọn những nhân vật ảnh hưởng đến thế giới trong năm 2016 do tạp chí TIME (Mỹ), công bố vào năm 2016.

## Nhân vật của năm 2016
- Donald Trump

## Những nhà lãnh đạo
- Kim Jong Un
- Recep Tayyip Erdogan
- Vladimir Putin
- Paul Ryan
- Diana Natalicio
- Lori Robinson
- Lester Holt
- Queen Máxima
- Ted Cruz
- François Hollande
- Darren Walker
- James Comey
- Raghuram Rajan
- Hillary Clinton
- Aung San Suu Kyi
- Sergio Moro
- Justin Trudeau
- Tập Cận Bình
- Barack Obama
- Mauricio Macri
- Jaha Dukureh
- Reince Priebus
- Tsai Ing-wen
- Sean MacFarland
- Bernie Sanders
- Nikki Haley
- Jin Liqun
- Donald Trump
- Angela Merkel
- John Kerry
- Christine Lagarde

## Những nhà xây dựng và những nhà sáng tạo
- Tim Cook
- Binny Bansal và Sachin Bansal
- Yuri Milner
- Mohammed bin Nayef
- Katie Ledecky
- Dwayne Johnson
- Pope Francis
- Sundar Pichai
- Wang Jianlin
- Kathleen Kennedy
- Eli Broad
- Stephen Curry
- Priscilla Chan
- Mark Zuckerberg

## Những người nổi tiếng trong thế giới nghệ thuật và giải trí
- Kendrick Lamar
- Gael García Bernal
- Taraji P. Henson
- Melissa McCarthy
- Elena Ferrante
- Riccardo Tisci
- Ryan Coogler
- Ariana Grande
- Idris Elba
- Bjarke Ingels
- Oscar Isaac
- Ta-Nehisi Coates
- Guo Pei
- Julia Louis-Dreyfus
- Mark Rylance
- Charlize Theron
- Yayoi Kusama
- Priyanka Chopra

## Những người hùng và những thần tượng
- Nicki Minaj
- Lewis Hamilton
- Usain Bolt
- Marilynne Robinson
- Karlie Kloss
- Jordan Spieth
- Alejandro González
- Iñárritu
- Adele
- Tu Youyou
- Denis Mukwege
- Sania Mirza
- Ronda Rousey
- Leonardo DiCaprio

## Những người tiên phong
- Aziz Ansari
- Caitlyn Jenner
- Laura Esserman
- Shelley Hwang
- Palmer Luckey
- Sunita Narain
- Roy Choi
- Felix Kjellberg
- PewDiePie
- Hope Jahren
- Dan Carder
- Nadia Murad
- Lee Berger
- Mussie Zerai
- Marc Edwards
- Mona Hanna-Attisha
- Cohristiana Figueres
- Alan Stern
- Raj Panjabi
- Ibtihaj Muhammad
- Gina Rodriguez
- Kathy Niakan
- Kip Thorne
- Lin-Manuel Miranda